# Марко Милинкович
Марко Милинкович (серб. Marko Milinković / Марко Милинковић, нар. 16 квітня 1988, Белград) — сербський футболіст.
Більшу частину кар'єри провів у Словаччині, де грав за клуби «Кошиці» та «Слован» і виграв низку трофеїв. Також провів один матч за національну збірну Сербії.

## Клубна кар'єра
Народився 16 квітня 1988 року в місті Белград. Вихованець футбольної школи клубу «Борац» (Чачак), втім за першу команду так і не дебютував.
Влітку 2007 року, у віці 19 років, він перейшов до словацького клубу «Кошиці», у складі якого і дебютував у дорослому футболі. Всього серб провів три з половиною сезони у цій команді, взявши участь у 86 матчах чемпіонату. Більшість часу, проведеного у складі «Кошиць», був основним гравцем команди.
У лютому 2011 року він перейшов до місцевого гранда — столичного «Слована», з якою того ж року виграв чемпіонат. У сезоні 2012/13 він виграв «золотий дубль» із братиславцями, після чого захистив чемпіонський титул у наступному сезоні 2013/14. 5 липня 2014 року він забив переможний гол у Суперкубку Словаччини проти «Кошиць» (1:0) і виграв з командою і цей трофей.
У травні 2016 року він підписав контракт з турецьким «Генчлербірлігі», де провів два сезони. Згодом виступав у інших турецьких клубах «Ескішехірспор» і «Гіресунспор».
3 вересня 2021 року став гравцем клубу «Алашкерт», з яким того ж місяця виграв Суперкубок Вірменії.
Влітку 2022 року повернувся на батьківщину і став гравцем клубу другого дивізіону «Металац». Станом на 24 лютого 2023 року відіграв за команду з Горни Милановаця 6 матчів в національному чемпіонаті.

## Виступи за збірні
Протягом 2008—2009 років залучався до молодіжної збірної Сербії. У її складі був учасником молодіжного чемпіонату Європи 2009 року у Швеції, де серби не змогли вийти з групи. На молодіжному рівні зіграв у 6 офіційних матчах, забив 3 голи.
12 серпня 2009 року зіграв свій єдиний матч у складі національної збірної Сербії, вийшовши на заміну на 83-й хвилині замість Милоша Нинковича в товариській грі проти Південно-Африканської Республіки (3:1).

## Титули і досягнення
- Чемпіон Словаччини (2):

«Слован»: 2012/13, 2013/14
- Володар Кубка Словаччини (3):

«Кошиці»: 2008/09
«Слован»: 2010/11, 2012/13
- Володар Суперкубка Словаччини (1):

«Слован»: 2014
- Володар Суперкубка Вірменії (1):

«Алашкерт»: 2021

### Особисте життя
Його батько, Душко Милинкович, також був футболістом. Він представляв Югославію на літніх Олімпійських іграх 1988 року в Сеулі і був найкращим бомбардиром чемпіонату Югославії в сезоні 1987/88.